# 土耳其广播电视公司
土耳其广播电视公司（土耳其語：Türkiye Radyo Televizyon Kurumu / TRT）是土耳其的国营广播电台和电视台，其国际广播呼号为“土耳其之声”。其資金約百分之七十來自電費與電視牌照稅，百分之二十來自政府資助，百分之十來自廣告收入。

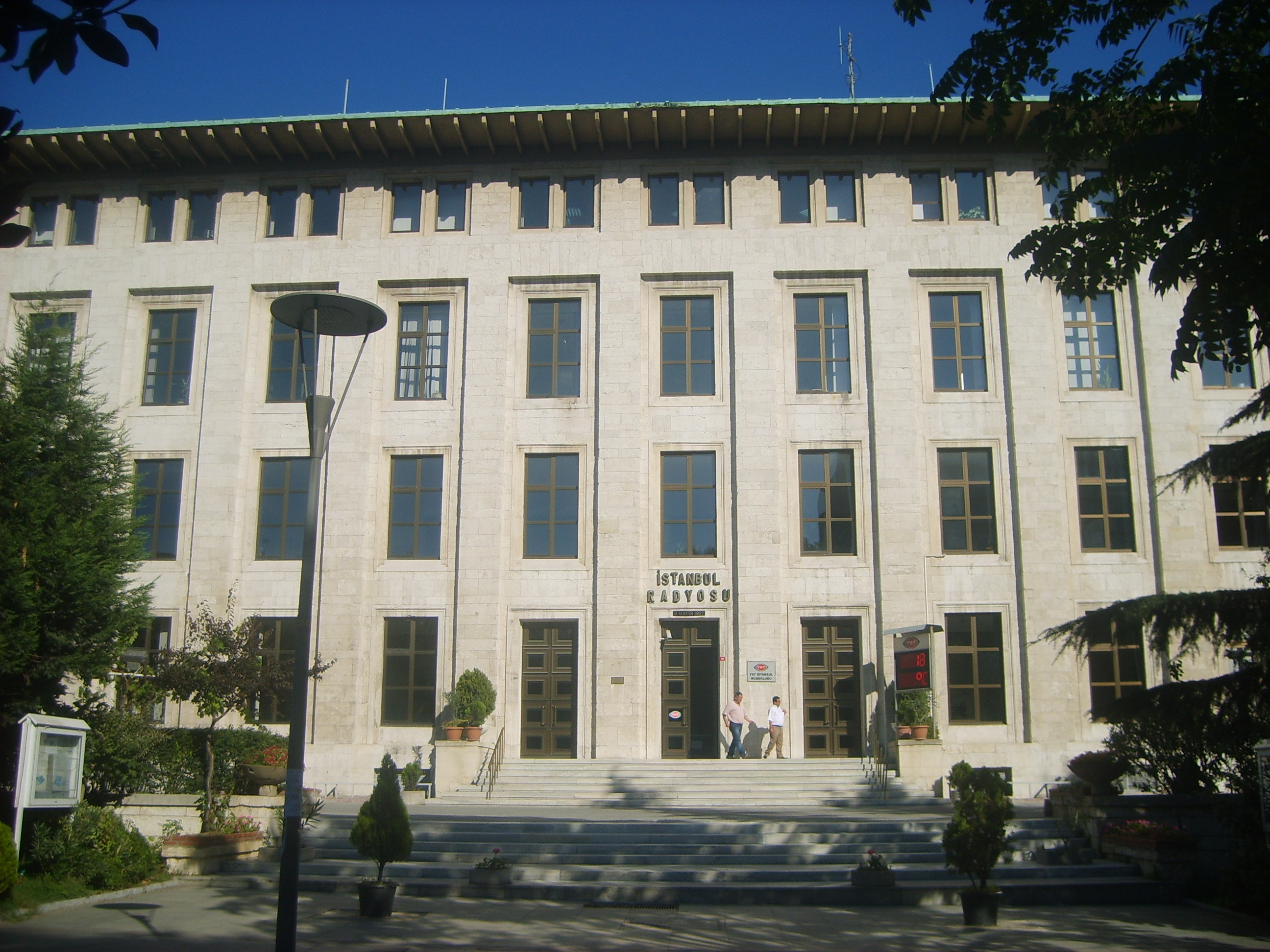
TRT总部大楼

## 历史
土耳其之声前身为1926年成立的土耳其广播电台（Radio Turkey，簡稱RT），後者為歐洲廣播聯盟的創始成員之一。在1992年以前，土耳其廣播電視公司為土耳其唯一電視與廣播節目的供應者。

## 电视节目
目前TRT设有18个电视频道，分别用土耳其语、英语、阿拉伯语等语言播出节目。

### 國內播出
- 土耳其廣播電視公司第一台(TRT1-綜合台，也直播奧運、世界盃足球賽、歐洲足球錦標賽和歐洲冠軍足球聯賽等體育賽事)
- 土耳其廣播電視公司第二台(TRT2-文化藝術台)
- 土耳其廣播電視公司新聞頻道(TRT Haber)
- 土耳其廣播電視公司體育頻道(TRT SPOR)
- 土耳其廣播電視公司體育賽事頻道(TRT SPOR YILDIZ)
- 土耳其廣播電視公司兒童頻道(TRT Çocuk)
- 土耳其廣播電視公司突厥頻道(TRT Türk)
- 土耳其廣播電視公司聲音頻道(TRT Avaz)
- 土耳其廣播電視公司庫德頻道(TRT Kurdî)
- 土耳其廣播電視公司紀錄頻道(TRT Belgesel)
- 土耳其廣播電視公司音樂頻道(TRT Müzik)
- 土耳其大國民議會電視台(TBMM TV–播出土耳其大國民議會（國會）議程)
- 土耳其廣播電視公司4K頻道(TRT 4K)
- 土耳其廣播電視公司教育台(TRT-EBA TV)

### 全球播出
- 土耳其廣播電視公司阿拉伯頻道(TRT Arabi/عربي TRT)
- 土耳其广播电视公司国际频道(TRT WORLD)

## 广播节目
目前TRT設有54個廣播頻道

### 國內播出
全國頻道
- TRT 廣播1台(TRT RADIO 1-綜合台)：土耳其首個廣播頻道，播出新聞、科學、教育、經濟和娛樂節目，也是TRT擁有土耳其超級足球聯賽轉播權的唯一頻道

- TRT 調頻廣播 (TRT FM–調頻綜合台)：以立體聲播出的全國調頻頻道，內容和廣播1台大致相同

- TRT 廣播3台 (TRT RADIO 3 –古典音樂台)：播出古典音樂和聲樂等節目

- TRT 新聞廣播 (TRT RADYO HABER)：播出新聞節目，部分時段和土耳其廣播電視公司新聞頻道聯播

- TRT好聲音  (TRT NAĞME)：播出藝術歌曲音樂節目，並接受聽眾點播

- TRT 民歌廣播 (TRT TÜRKÜ)：播出土耳其傳統民歌音樂節目

- TRT 家鄉調頻廣播 (TRT Memleketim FM)：以青年、流行音樂和談話節目為主

- TRT庫德語廣播 (TRT RADYO KURDI)：對土耳其庫德族(安納托利亞東南部地區為主)播出，部分時段和土耳其廣播電視公司庫德頻道聯播

地方頻道
- TRT廣播安塔利亞台(TRT ANTALYA)：對安塔利亞省和地中海地區播出

- TRT廣播丘庫羅瓦台(TRT ÇUKUROVA)：對丘庫羅瓦地區播出

- TRT廣播迪雅巴克爾台(TRT GAP DİYARBAKIR)：對迪雅巴克爾省和安納托利亞東南部地區播出

- TRT廣播特拉布宗台(TRT TRABZON)：對特拉布宗省和黑海地區播出

- TRT廣播艾斯倫台 (TRT ERZURUM)：對艾斯倫省和安纳托利亞東部地區播出

### 國際廣播–土耳其之聲
土耳其之声使用41种语言对全球广播，包括中文和维吾尔语。普通话节目播出时间是北京时间19:00-20:00（夏季），频率15240千赫；20:00-21:00（冬季），频率13630千赫。由于频段特性等原因，该台信号在中国东南沿海地区接收较为困难。